# Lartetotherium
Lartetotherium sansaniense
Genre
Espèces de rang inférieur
- † L. sansaniense Ginsburg[1], 1974, espèce type
- † L. tagicum
- † ? L. leakeyi Hooijer[2], 1966, nommée à l'origine Dicerorhinus leakeyi, attribuée en 2010 à un nouveau genre : Rusingaceros leakeyi

Synonymes
- † Dicerorhinus sansaniensis (Lartet, 1851)

Lartetotherium est un genre fossile de rhinocéros de la famille des Rhinocerotidae, de la sous-famille éteinte des Rhinocerotinae et de la tribu des Rhinocerotini ou des Dicerorhinini.

## Liste des espèces et répartition

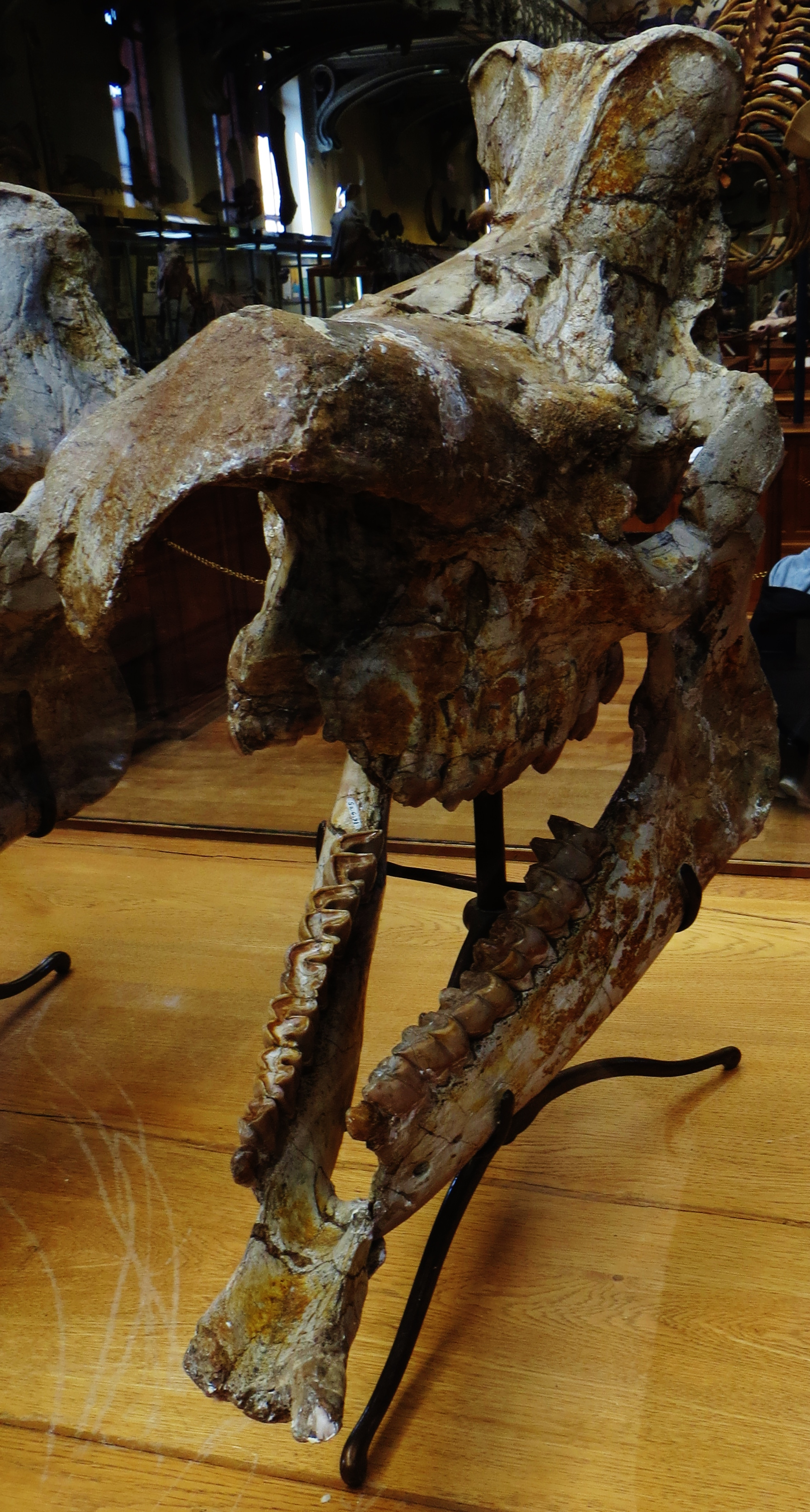
Crâne de Lartetotherium sansaniense
exposé dans la Galerie de Paléontologie et d'Anatomie comparée du Muséum national d'histoire naturelle à Paris.

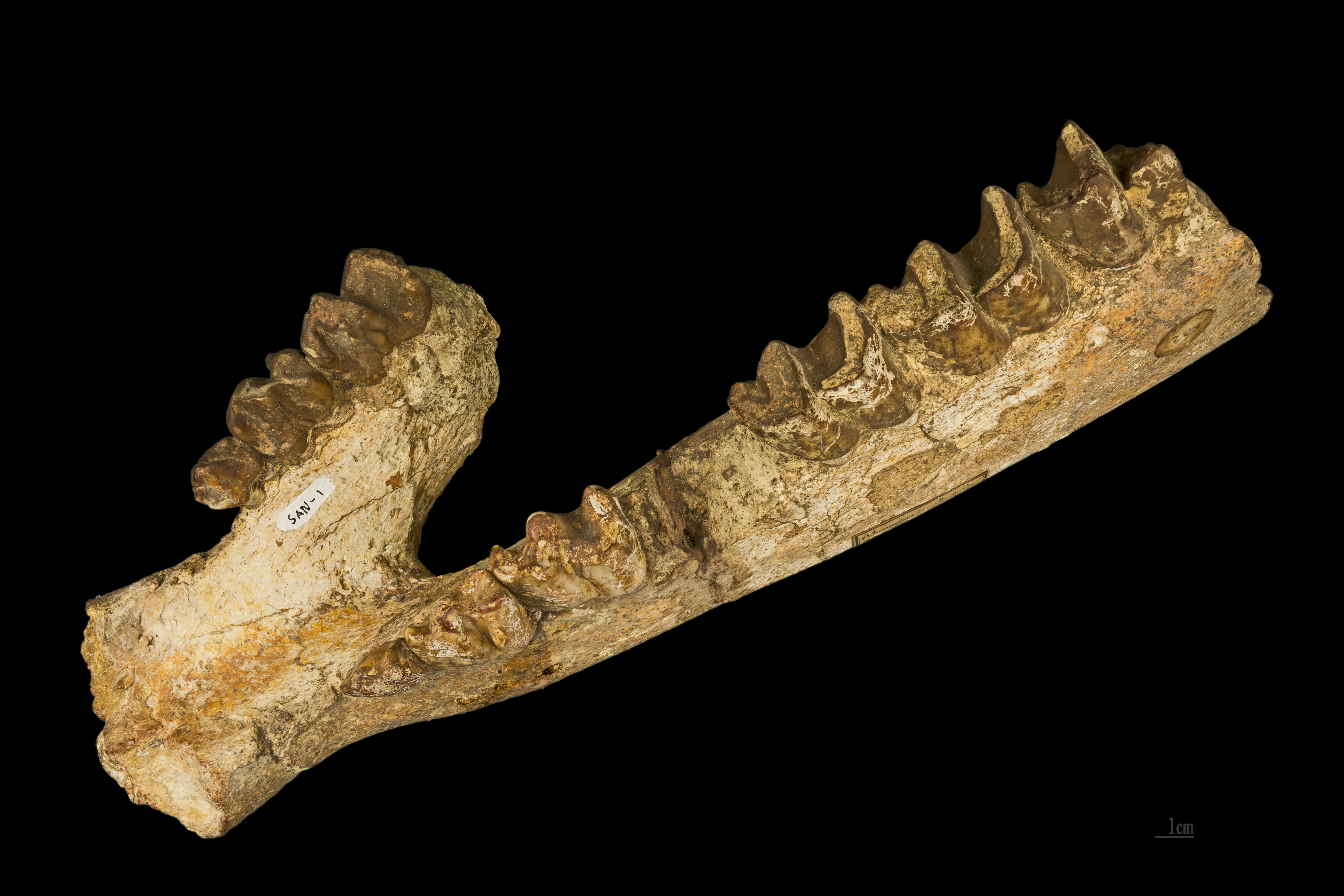
Mandibule de Lartetotherium sansaniense
Collection Lartet MHNT.

- L. tagicum, la plus ancienne espèce de Lartetotherium, a été découverte dans le Miocène inférieur d'Europe. Elle possède déjà une corne nasale, comme le rhinocéros de Sumatra actuel et même chez certains spécimens, une corne frontale[3] ;
- L. sansaniense, est l'espèce type, décrite en 1974 par le paléontologue français Léonard Ginsburg[1]. C'est aussi l'espèce la plus connue et celle dont la répartition géographique, au Miocène moyen et supérieur, est la plus vaste (Europe et Afrique) ;
- L'espèce africaine L. leakeyi, du Burdigalien du Kenya, possède comme certaines espèces africaines actuelles deux cornes, une petite frontale et une plus grande nasale. Elle est considérée comme une des premières espèces de rhinocéros de type moderne. En 2010, D. Geraads l'attribue à un nouveau genre monotypique, sous le nom de Rusingaceros leakeyi[4].